# Каруярве (природна територія)
Приро́дна терито́рія Ка́руярве (ест. Karujärve loodusala) — природоохоронна територія в Естонії, у волостях Ляене-Сааре і Кігелконна повіту Сааремаа. Входить до Європейської екологічної мережі Natura 2000.
Загальна площа — 354,6 га, у тому числі площа водойм — 345,4 га.
Природна територія утворена 5 серпня 2004 року.

## Розташування
Майже всю територію природоохоронної області займає озеро Каруярв (Karujärv).
Населені пункти, що розташовуються поблизу території: села Пайкюла та Нимпа (волость Ляене-Сааре), Куумі та Каруярве (волость Кігелконна).

## Опис
Метою створення об'єкта є збереження 2 типів оселищ різних видів флори та фауни (Директива 92/43/ЄЕС, Додаток I):
| Код   | Тип оселища | Площа, га |
| ----- | --- | --------- |
| 3130  | Оліготрофні до мезотрофних непроточні (лентичні) водойми з рослинністю Littorelletea uniflorae та/або Isoëto-Nanojuncetea | 352,0     |
| 9080* | Феноскандійські листопадні заболочені ліси                                                                                | 1,0       |

У природній області Каруярве охороняються місця проживання видів тварин (Директива 92/43/ЄЕС, Додаток II): нічниці ставкової (Myotis dasycneme) та бабця звичайного (Cottus gobio).